# Метревели, Михаил Зелимханович
Михаи́л Зелимха́нович Метреве́ли (укр. Михайло Зелімхановіч Метревелі; род. 11 июня 1969, Макеевка, Донецкая область) — украинский спортивный журналист, телеведущий, медиа-менеджер, футбольный эксперт телеканалов «Футбол 1», «Футбол 2», футбольный функционер.

## Биография
В 2001—2004 гг. возглавлял спортивную редакцию телеканала «Украина».
Автор и ведущий телепрограмм «Футбольное обозрение», «Футбол в Лицах», на канале ТРК Украина в начале 2000-х гг. Основатель и издатель ежемесячного глянцевого издания «Футбол в Лицах».
С 2010 по 2014 гг. занимал должности заместителя генерального директора по вопросам ЕВРО 2012, Национальной телекомпании Украины (НТКУ), а затем и первого заместителя генерального директора НТКУ.
В должности заместителя генерального директора НТКУ по вопросам ЕВРО 2012 руководил технической и творческой подготовкой прямых трансляций матчей Чемпионата Европы по футболу, сопровождающих программ и промоматериалов. Координировал действия НТКУ с Кабинетом министров Украины, организационным комитетом Евро 2012, штаб-квартирой УЕФА и национальными футбольными ассоциациями Украины и Польши.
В 2018 году дебютировал и начал карьеру эксперта телеканалов «Футбол 1» и «Футбол 2» в проектах «Тур онлайн», «Ночь Лиги чемпионов», постоянный участник программы «Великий футбол» . Как эксперт, принимал участие в обсуждении финальных матчей Лига чемпионов УЕФА 2017/2018 и Лига чемпионов УЕФА 2018/2019 в проектах «Ночь Лиги чемпионов».
Как предприниматель и консультант известен своей деятельностью в области спортивного и медиа-менеджмента.
В практической деятельности изучал процессы развития европейских клубных чемпионатов и структур футбольных клубов. Имеет большой опыт работы консультантом украинских, бельгийских, голландских, польских, французских и грузинских клубов. В частности в период с 2002 по 2018 года, на общественной основе, был советником и консультантом ФК «Шахтер» Донецк по широкому спектру вопросов. Считается экспертом в вопросах скаутинга, трансферных сделок, построения систем управления клубов и развития карьер молодых футболистов.
30 апреля 2020 года зарегистрирован дирекцией УПЛ в качестве официального кандидата в президенты УПЛ от донецкого «Шахтера». Выборы президента украинской Премьер-лиги дважды переносились в связи с карантинными мерами, введенными Кабинетом Министров Украины.
C 2021-2023 года советник городского головы г. Запорожья по стратегии и развитию МФК «Металлург», а также спортивный директор клуба.